# Aridagawa
Aridagawa (jap. 有田川町 Aridagawa-chō) – miasto w Japonii, na wyspie Honsiu, w prefekturze Wakayama. Według danych na rok 2020 miejscowość zamieszkiwało 25 258 mieszkańców , a gęstość zaludnienia wyniosła 71,8 os./km².